# Enterprise application integration
Enterprise Application Integration（企業アプリケーション統合、以下、EAI）とは、企業内における多種多様なコンピュータシステム群や各種ビジネスパッケージ群を有機的に連携/統合（例えば、営業支援サービスと財務システム、顧客管理システムを連携させ、CRMシステムの機能を拡充させるなど）させ再構築し、より戦略的な機能や情報として提供する機能及びミドルウェア / アプリケーションパッケージや統合技術のこと。
基幹システムと電子商取引システムの接続や、企業間の合併に伴うシステム統合手段としても活用される。

## 歴史と概要
EAIが提唱され始めたのは、1990年代終盤であり、この頃にトレンドだったTPモニター技術やサーバ間メッセージキューイング及び、まだ十分な機能を提供できないWebAPサーバなどを連携してシステムを構築する事が多かった。また、当時の通信ベースでトレンドであったCORBAやMQなども、実装するには大きな費用が必要であり、当然、対象となるシステムも大きな作り込みを必要とし、比較的大規模なものが多く、EAIにより新設されるサービスの利用者数も大きな設定となっていた。このため、EAIの共通キーワードとして、個々のシステムを有機的に結びつけるEAIパッケージを載せるサーバをハブサーバと称し、高度な機能と高性能を持つUNIXサーバの最上機種を使用する事も多かった。
このような特性から、EAI開発の費用や提供価格も嵩み、導入に至るケースが非常に少なかった。日本国内においても提供サービスにEAIを載せるIT企業群も多かったが、実際のシステム提供まで至る案件数は大企業に限られたため非常に少なく、言葉自体も立ち消えとなりつつあった。
しかし、インターネットやイントラネットの発展によりシステム同士を繋いで自動化するニーズが企業側から顕在化するにいたり、インターネット標準技術を使用した製品が開発され普及を始めた。また、技術的にもXMLやRSSといったインターネット技術や、オープンソース製品やStrutsやRuby on Railsなどのオープンなフレームワークによる各種機能部品が簡単に入手できるようになり、Web間のシステム連携が普通のことになり出した2000年代中盤において、機能的に反復使用されるような部品的な機能の集合としてEAI製品が活用され、個々の部門サーバなどに導入されるようになってきている。
さらに近年では、Webサービスを技術基盤としたESB (Enterprise Service Bus) という手法によりアプリケーション統合も普及を始め、各種EAI製品は、ESB機能を組み込み始めており、製品カテゴリとしてEAIとESBの区別は消滅しつつある。

## 主な製品
- ActiveMatrix BusinessWorks（TIBCO Software）
- AquaLogic Integration Server（日本オラクル）
- ASTERIA Warp（アステリア）
- BizTalk Server（マイクロソフト）
- DataSpider Servista（セゾン情報システムズ）
- eGate Integrator（サン・マイクロシステムズ）
- SAP NetWeaver XI（SAP）
- webMethods Enterprise Service Bus（ソフトウェア・エー・ジー）
- WebSphere Enterprise Service Bus（日本アイ・ビー・エム）
- Fiorano SOA Platform（フィオラノ ソフトウェア）
- Guaraná DSL
- Zato (Pythonで)